# Saint-Riquier
Saint-Riquier és un municipi francès situat al departament del Somme i a la regió dels Alts de França. L'any 2007 tenia 1.254 habitants.

## Demografia

### Població
El 2007 la població de fet de Saint-Riquier era de 1.254 persones. Hi havia 462 famílies de les quals 120 eren unipersonals (44 homes vivint sols i 76 dones vivint soles), 143 parelles sense fills, 151 parelles amb fills i 48 famílies monoparentals amb fills.
La població ha evolucionat segons el següent gràfic:
Habitants censats

### Habitatges
El 2007 hi havia 510 habitatges, 459 eren l'habitatge principal de la família, 14 eren segones residències i 37 estaven desocupats. 456 eren cases i 53 eren apartaments. Dels 459 habitatges principals, 326 estaven ocupats pels seus propietaris, 126 estaven llogats i ocupats pels llogaters i 7 estaven cedits a títol gratuït; 2 tenien una cambra, 28 en tenien dues, 49 en tenien tres, 120 en tenien quatre i 260 en tenien cinc o més. 347 habitatges disposaven pel capbaix d'una plaça de pàrquing. A 213 habitatges hi havia un automòbil i a 198 n'hi havia dos o més.

### Piràmide de població
La piràmide de població per edats i sexe el 2009 era:
| Homes | Edats   | Dones |
| ----- | ------- | ----- |
| 4     | 95 o +  | 12    |
| 12    | 90 a 94 | 40    |
| 8     | 85 a 89 | 28    |
| 12    | 80 a 84 | 8     |
| 28    | 75 a 79 | 36    |
| 32    | 70 a 74 | 28    |
| 36    | 65 a 69 | 24    |
| 36    | 60 a 64 | 44    |
| 28    | 55 a 59 | 24    |
| 20    | 50 a 54 | 24    |
| 48    | 45 a 49 | 32    |
| 32    | 40 a 44 | 48    |
| 48    | 35 a 39 | 52    |
| 40    | 30 a 34 | 32    |
| 16    | 25 a 29 | 12    |
| 36    | 20 a 24 | 24    |
| 36    | 15 a 19 | 32    |
| 44    | 10 a 14 | 28    |
| 56    | 5 a 9   | 32    |
| 8     | 0 a 4   | 36    |

## Economia

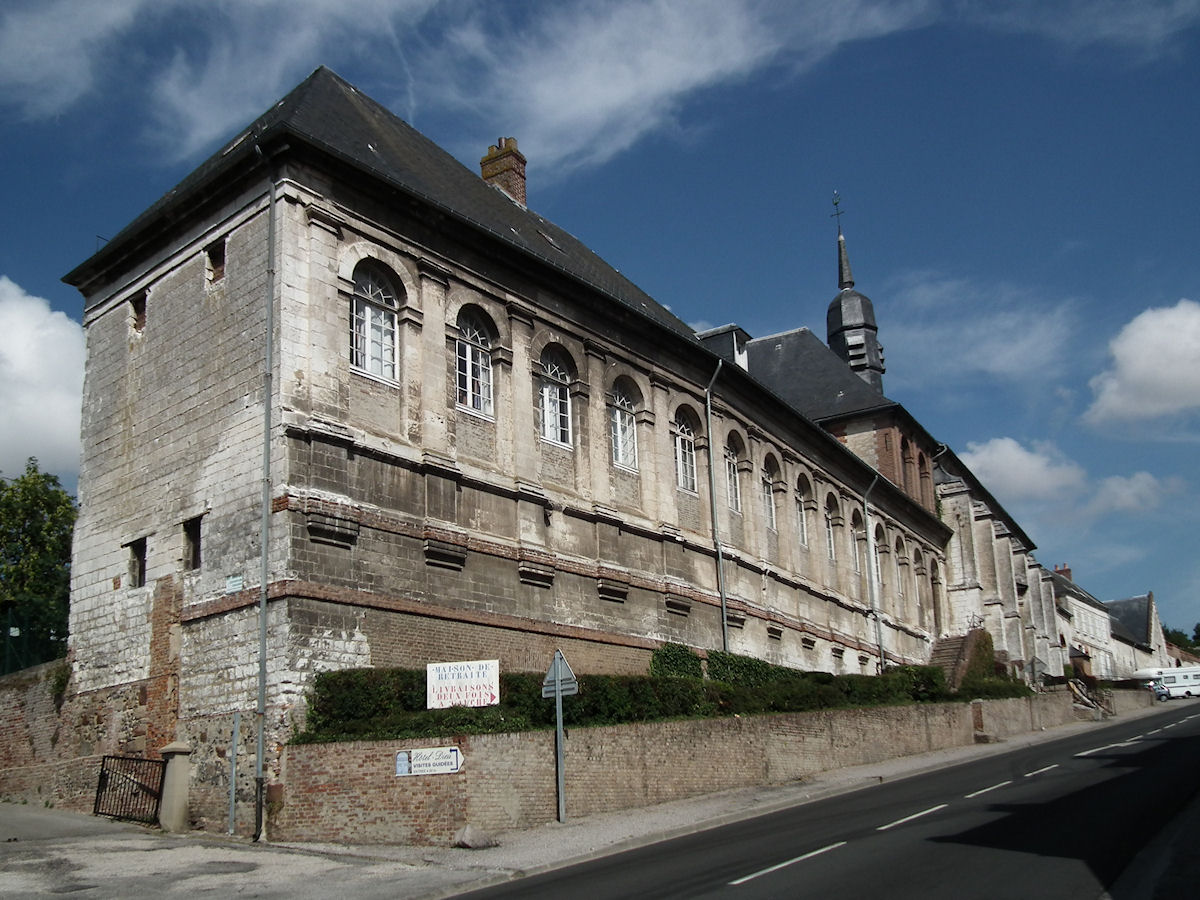
Ajuntament

El 2007 la població en edat de treballar era de 739 persones, 519 eren actives i 220 eren inactives. De les 519 persones actives 473 estaven ocupades (257 homes i 216 dones) i 47 estaven aturades (17 homes i 30 dones). De les 220 persones inactives 102 estaven jubilades, 51 estaven estudiant i 67 estaven classificades com a «altres inactius».

### Ingressos
El 2009 a Saint-Riquier hi havia 465 unitats fiscals que integraven 1.124,5 persones, la mediana anual d'ingressos fiscals per persona era de 17.260 €.

### Activitats econòmiques

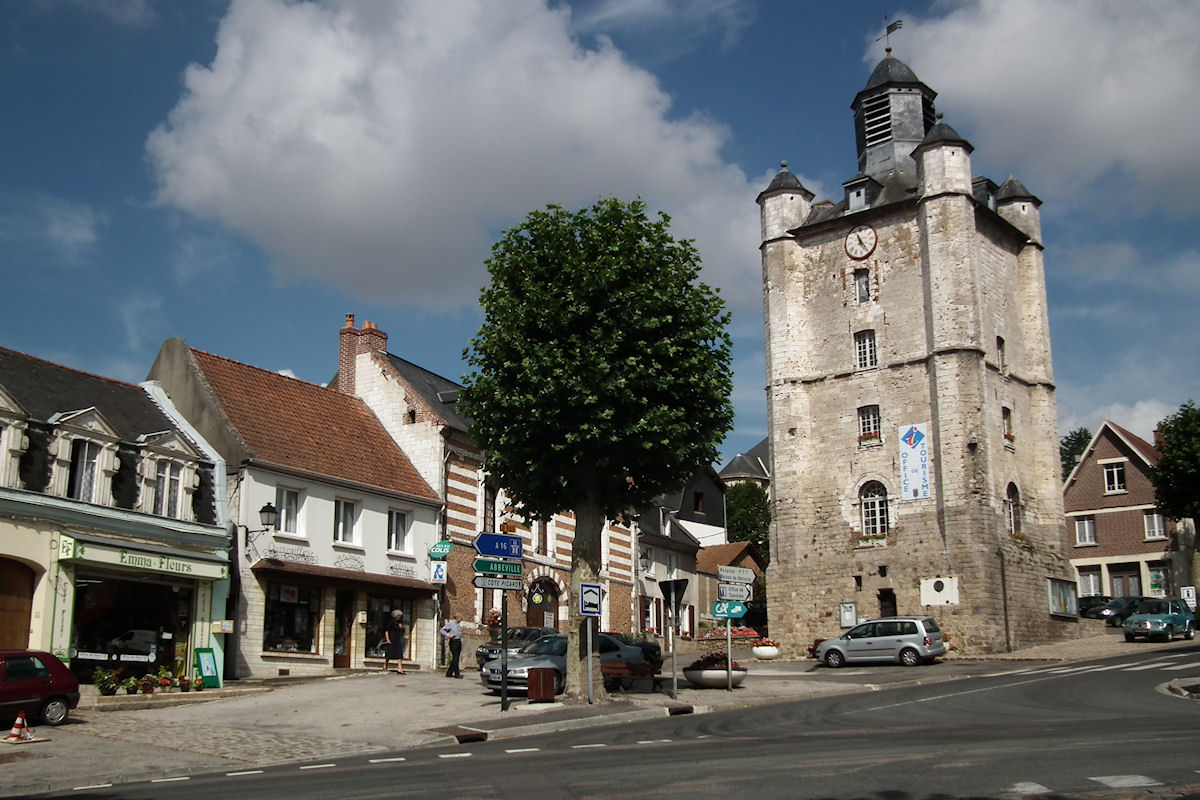
Campanar

Dels 58 establiments que hi havia el 2007, 3 eren d'empreses alimentàries, 3 d'empreses de fabricació d'altres productes industrials, 6 d'empreses de construcció, 13 d'empreses de comerç i reparació d'automòbils, 2 d'empreses de transport, 7 d'empreses d'hostatgeria i restauració, 3 d'empreses financeres, 2 d'empreses immobiliàries, 5 d'empreses de serveis, 11 d'entitats de l'administració pública i 3 d'empreses classificades com a «altres activitats de serveis».
Dels 17 establiments de servei als particulars que hi havia el 2009, 1 era una oficina de correu, 2 oficines bancàries, 1 taller de reparació d'automòbils i de material agrícola, 3 paletes, 1 fusteria, 1 lampisteria, 1 electricista, 3 perruqueries i 4 restaurants.

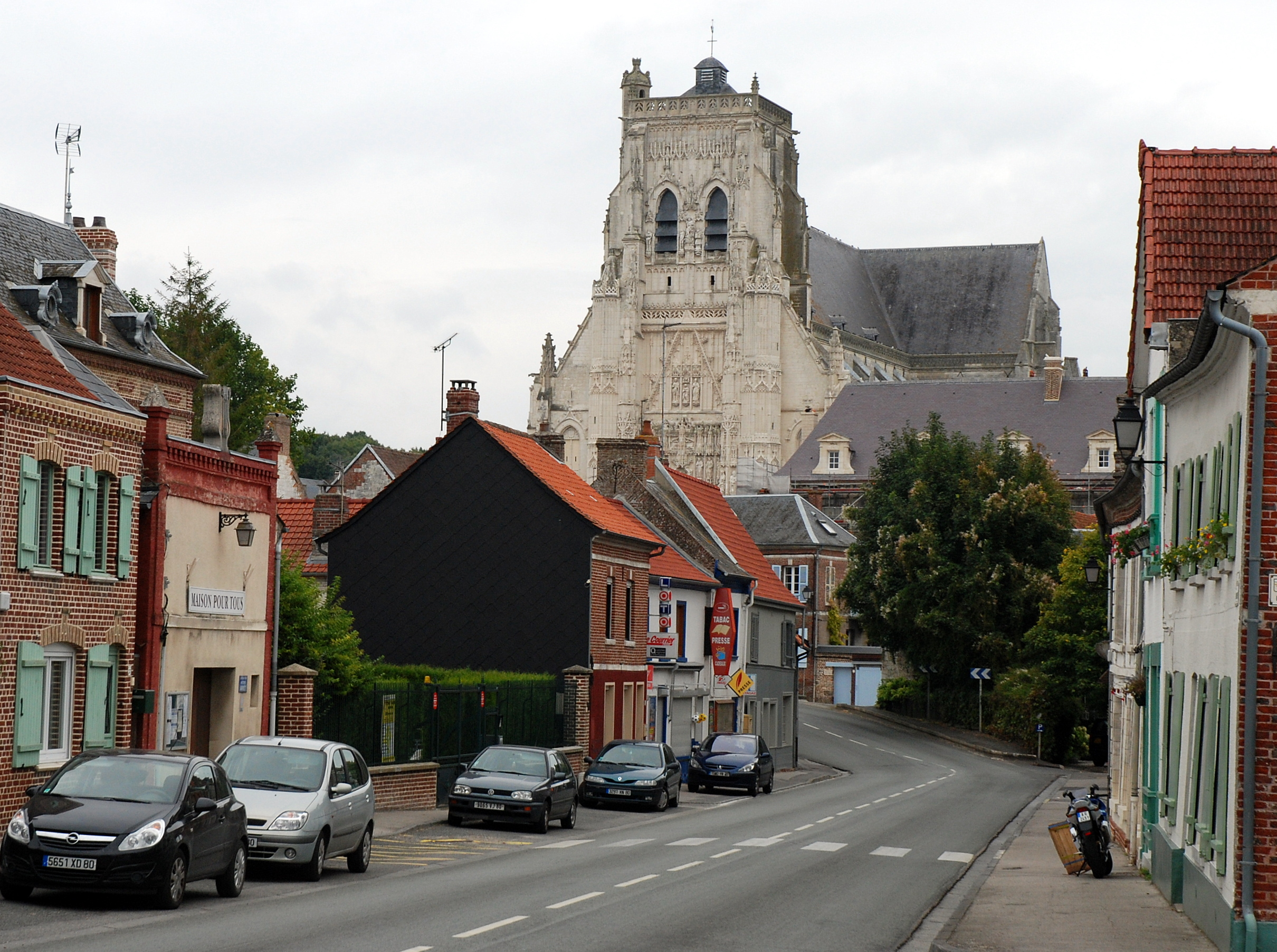

Dels 9 establiments comercials que hi havia el 2009, 1 era un hipermercat, 2 fleques, 2 carnisseries, 1 una botiga de material de revestiment de parets i terra, 1 un drogueria i 2 floristeries.
L'any 2000 a Saint-Riquier hi havia 14 explotacions agrícoles.

## Equipaments sanitaris i escolars
L'únic equipament sanitari que hi havia el 2009 era una farmàcia.
El 2009 hi havia una escola elemental.

## Poblacions més properes
El següent diagrama mostra les poblacions més properes.